# بريان هنت
بريان هنت (بالإنجليزية: Bryan Hunt)‏ هو رسام أمريكي، ولد في 7 يونيو 1947 في تير هوت في الولايات المتحدة.